# Lutka Pink
Lutka Pink (wł. Ludwika Pinkusiewicz) (ur. 1906 w Warszawie, zm. 1998 w Nowym Jorku) – polska malarka, od 1937 roku tworząca we Francji.

## Życiorys

### Młodość w Polsce
Urodziła się w ortodoksyjnej rodzinie żydowskiej jako Sznajdla Łaja Pinkusewicz. W późniejszych latach utrzymywała, że urodziła się w 1916 r. i ten rok podawała we wszystkich dokumentach. Ukończyła pięcioletnie żydowskie gimnazjum żeńskie "Chawaceles" (hebr. Lilia), a od 1928 r. studiowała w warszawskiej Szkole Sztuk Pięknych, mimo iż dziewczęta z ortodoksyjnych żydowskich rodzin bardzo rzadko kontynuowały naukę po gimnazjum. Jej wykładowcami byli Mieczysław Kotarbiński, Władysław Skoczylas, Felicjan Szczęsny Kowarski oraz Michał Walicki; uczęszczała również na wykłady Karola Stryjeńskiego, a także uczestniczyła w organizowanych przez niego obozach sportowo-malarskich. Podczas nauki jej prace były prezentowane na wystawach zbiorowych w Instytucie Propagandy Sztuki.
Dyplom ukończenia studiów otrzymała w 1934 r., a następnie poświęciła się sztuce. W tym okresie powstawały pejzaże, martwe natury i portrety, tworzyła lekkimi pociągnięciami pędzla, przywiązując wagę do światła i materii. Większość obrazów z tego okresu zaginęła podczas II wojny światowej.

### Pobyt we Francji
Podczas studiów poznała Kazimierza Zielenkiewicza, z którym się związała, a w 1938 r. zaręczyła się. W tym samym roku Zielenkiewicz otrzymał stypendium artystyczne i oboje wyjechali do Paryża, gdzie Tadeusz Natanson zapoznał ich z Édouardem Vuillardem, którego twórczość oboje cenili. Odbyli również krótką podróż do Włoch, a po powrocie do Francji Lutka Pink uległa fascynacji pracami Pierre'a Bonnarda, które cechowała jedność koloru i światła.
W 1940 r. poślubiła Kazimierza Zielenkiewicza, a ponieważ była Żydówką wobec wkroczenia do Francji hitlerowców zmuszona była się ukrywać. Oboje skorzystali z zaproszenia Jana Wacława Zawadowskiego i przebywali w jego posiadłości w Orcel koło Aix-en-Provence, tworząc pod silnym wpływem Paula Cezanne’a. W tym okresie ich prace powstawały w pozornie podobny sposób: Lutka tworząc pejzaże i martwe natury stosowała mocne, barwne plamy tworzone grubymi pociągnięciami pędzla, ale bryły były rozbite, a barwy rozproszone. Do Paryża powrócili w 1946 r. Wiedząc, że jej cała rodzina zginęła podczas Holokaustu, postanowiła pozostać we Francji na stałe. W 1952 r. związek z Kazimierzem Zielenkiewiczem uległ zakończeniu, a para zdecydowała się na separację zakończoną w 1956 r. rozwodem. W tym czasie Lutka prowadziła intensywne życie artystyczne, a sławę w środowisku twórców przyniósł jej ekstrawagancki tryb życia, witalność i rzadko spotykany temperament. Porzuciła sztukę przedstawiającą, skupiając się na taszyzmie i abstrakcji, tworzyła dużo i oryginalnie, wzbudzając ciekawość krytyków. Jej prace uczestniczyły w wielu odbywających się we Francji wystawach, m.in. Salonach Majowych, Biennale na Lazurowym Wybrzeżu oraz Salonach Młodych Malarzy. Została doceniona przez wziętego krytyka sztuki Pierre'a Restany'ego, który w jednym ze swoich felietonów określił Lutkę jako drugą najlepszą artystkę w Paryżu. Ona sama pytana o motto swojej twórczości mawiała: radość życia, nic tylko radość życia. Potrafiła uzyskać efekt wibrowania kolorów na płaszczyźnie, a wiele jej prac oddaje harmonię i rytmiczność, radość tworzenia sprawia, że forma ulega pozornemu rozsypaniu na płaszczyźnie, przy jednoczesnej zwartej konstrukcji.
U schyłku życia artystka coraz częściej mówiła o przeprowadzce do Izraela, który wielokrotnie odwiedzała. Zmarła podczas pobytu w Nowym Jorku, ale zgodnie z jej życzeniem spoczęła 30 marca 1998 w Jerozolimie na cmentarzu na Górze Oliwnej.